# Anders Hejlsberg

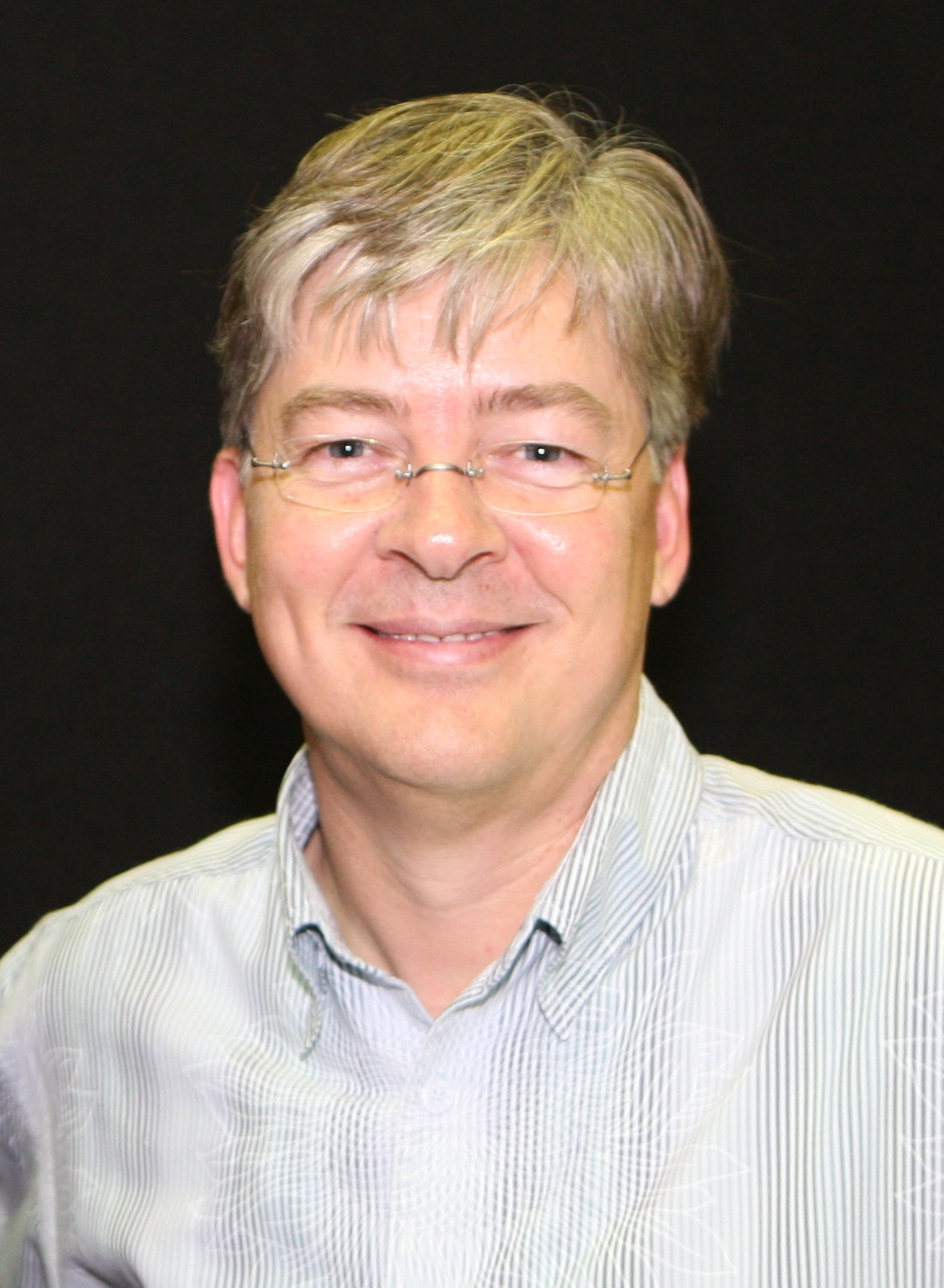
Hejlsberg in 2008.

Anders Hejlsberg (/haɪlzbɜrɡ/, geboren op 2 december 1960) is een Deense software-architect die bekend is vanwege meerdere populaire en commercieel succesvolle programmeertalen en ontwikkeltools. Hij was de oorspronkelijke auteur van Turbo Pascal en de hoofdarchitect van Delphi. Hij werkt momenteel voor Microsoft als hoofdarchitect van C# en TypeScript.

## Vroege leven
Hejlsberg werd geboren in Kopenhagen, Denemarken, en studeerde elektrotechniek aan de Technische Universiteit van Denemarken. Toen hij in 1980 aan de universiteit studeerde, begon hij met het schrijven van programma's voor de Nascom-microcomputer, waaronder een Pascal-compiler die aanvankelijk op de markt werd gebracht als de Blue Label Software Pascal voor de Nascom-2. Hij herschreef het echter al snel voor CP/M en DOS en bracht het eerst op de markt als Compas Pascal en later als PolyPascal. Later werd het product in licentie gegeven aan Borland en geïntegreerd in een IDE om het Turbo Pascal-systeem te worden. Turbo Pascal nam deel aan PolyPascal. De compiler zelf was grotendeels geïnspireerd door de "Tiny Pascal"-compiler in Niklaus Wirths "Algorithms + Data Structures = Programmes", een van de meest invloedrijke computerwetenschappelijke boeken van die tijd.

## Bij Borland
In de handen van Borland werd Turbo Pascal een van de commercieel meest succesvolle Pascal-compilers. Hejlsberg bleef bij PolyData totdat het bedrijf financieel onder druk kwam te staan. In 1989 verhuisde hij naar Californië om Chief Engineer bij Borland te worden. Gedurende deze tijd ontwikkelde hij Turbo Pascal verder en werd hij de hoofdarchitect van het team dat Delphi produceerde, het product dat Turbo Pascal verving.

## Bij Microsoft
In 1996 verliet Hejlsberg Borland en kwam bij Microsoft. Een van zijn eerste prestaties was de programmeertaal J++ en de Windows Foundation Classes; hij werd ook een Microsoft Distinguished Engineer en Technical Fellow. Sinds 2000 is hij de hoofdarchitect van het team dat de C#-taal ontwikkelt. In 2012 kondigde Hejlsberg een nieuw Microsoft-project aan, TypeScript, een superset of uitbreiding van JavaScript.

## Onderscheidingen
Hejlsberg ontving in 2001 de Dr. Dobb's Excellence in Programming Award voor zijn werk aan Turbo Pascal, Delphi, C# en het Microsoft .NET Framework.
Samen met Shon Katzenberger, Scott Wiltamuth, Todd Proebsting, Erik Meijer, Peter Hallam en Peter Sollich ontving Anders in 2007 een Technical Recognition Award voor uitmuntende technische prestatie voor hun werk aan de C# -taal.